# San Javier (Uruguay)
Pour les articles homonymes, voir San Javier.
San Javier est une ville de l'Uruguay située dans le département de Río Negro. Sa population est de 1 680 habitants.

## Histoire
La ville a été fondée le 27 juillet 1913 par des immigrants russes.
C'est dans cette ville que Vladimir Roslik, un médecin reconnu en Uruguay, est né. Il fut tué durant la dictature. Sa famille fait des projets d'aide en son nom.

## Population
| Année | Population |
| ----- | ---------- |
| 1963  | 1 158      |
| 1975  | 940        |
| 1985  | 1 461      |
| 1996  | 1 358      |
| 2004  | 1 680      |

Référence,: